# Pasarela de PLAZA
La pasarela de PLAZA es un puente inaugurado en diciembre de 2009 sobre la carretera A-120 que divide el centro comercial de Plaza Imperial y articula la Plataforma Logística aneja en Zaragoza. Es obra de una UTE de Acciona y Mariano López Navarro. Se trata de una actuación debida a los problemas de accesibilidad del macrocentro comercial, ubicado en las afueras zaragozanas y que generaba que mucha gente atravesara la carretera de forma indebida.
Tiene 40 m de longitud y 5 mde anchura, de los que la parte peatonal alcanzará 2,75 . Es obra de Luis Javier Sanz Balduz, profesor en la Escuela Universitaria Politécnica de La Almunia de Doña Godina.